# 랜드시네마
랜드시네마(LandCinema)는 대한민국의 전자랜드 운영되었던 영화관이다.
2002년에 영업을 시작하여, 2013년 7월 21일에 영업이 종료한 뒤, 롯데시네마 용산으로 넘어갔다.

## 같이 보기
- 전자랜드
- 영화관